# Lalage moesta
Lagarteiro-das-tanimbar ou lagarteirinho-das-tanimbar (Lalage moesta) é uma espécie de ave da família Corvidae.
É endémica da Indonésia.